# Roberto Rojas
Roberto Antonio Rojas Saavedra (* 8. August 1957 in Santiago de Chile) ist ein ehemaliger chilenischer Fußballtorwart. Rojas war Nationalspieler und erlangte 1989 wegen einer sich selbst zugefügten Verletzung im WM-Qualifikationsspiel gegen Brasilien zweifelhafte Berühmtheit: Für die Unsportlichkeit erhielt der „Cóndor“ genannte Spieler eine lebenslange Sperre.

## Karriere

### Verein
Als Profi spielte Rojas unter anderem beim Deportes Aviación aus der Región Metropolitana Santiago; von 1983 bis 1987 hütete er beim Hauptstadtverein CSD Colo-Colo das Tor, mit dem er 1983 und 1986 die chilenische Meisterschaft gewann. 1987 wurden bei der Copa América die Verantwortlichen des brasilianischen Erstligisten FC São Paulo auf ihn aufmerksam, die ihn daraufhin verpflichteten. Hier blieb er bis zu seinem Karriereende zwei Jahre später.

### Nationalmannschaft
Rojas feierte seine Erfolge in La Roja in der zweiten Hälfte der 1980er Jahre. Mit Chile nahm er an den Qualifikationsrunden zu den Weltmeisterschaften 1986 und 1990 teil; bei der Copa América 1987 verlor er mit Chile erst im Finale mit 0:1 gegen Uruguay.
Am 3. September 1989 stand Rojas im chilenischen Tor beim entscheidenden Qualifikationsspiel für die Weltmeisterschaft in Italien. Im Maracanã spielte Chile gegen Brasilien. Nur mit einem Sieg wäre Chile für die WM qualifiziert gewesen. Etwa in der 67. Spielminute warf Rosenery Mello einen Feuerwerkskörper von den Zuschauerrängen auf das Spielfeld. Rojas fiel zu Boden und hielt sich den blutenden Kopf. Er wurde vom Platz getragen, seine Teamkameraden weigerten sich weiterzuspielen – das Match wurde abgebrochen.
Ein Video bewies später, dass der Feuerwerkskörper Rojas gar nicht getroffen hatte. Seine blutende Verletzung hatte er sich mit einer für diesen Zweck im Torwarthandschuh auf den Platz geschmuggelten Rasierklinge selbst beigebracht. Die FIFA wertete das Spiel mit 2:0 für Brasilien, Chile war somit nicht für die Weltmeisterschaft 1990 qualifiziert. Auch für die WM 1994 in den USA wurde Chile gesperrt, der chilenische Fußballverband wurde zudem mit einer Strafe von 100.000 Schweizer Franken belegt. Rojas erhielt eine Sperre auf Lebenszeit. Nachdem der Torhüter zunächst geleugnet hatte, gestand er im Mai 1990 seinen Betrugsversuch. 2001 wurde seine Sperre nach einem Gnadengesuch aufgehoben.

## Erfolge
CSD Colo-Colo
- Chilenischer Pokalsieger: 1982, 1985
- Chilenischer Meister: 1983, 1986

FC São Paulo
- Staatsmeister von São Paulo: 1987, 1989